# 馮錫範
馮錫範（17世紀初—1683年），號習範，福建泉州府晉江縣人，祖籍漳州府龙溪县（今漳州市龙文区崎岭村）人，明末清初政治人物，東寧（明鄭）官員，鄭經倚為大將，鄭經逝世之後，馮錫範與鄭聰、劉國軒等人發動東寧之變，絞死監國世子鄭克𡒉於北園別館（今臺南開元寺）。後率鄭克塽投降滿清。

## 生平
馮錫範生於晉江縣，父馮澄世為明鄭延平王鄭成功之工官。清朝接連攻破燕京、金陵後，馮氏父子乃投身於鄭成功的反清軍隊，隨鄭軍轉戰閩南十餘年。
1662年鄭成功逝世，明鄭王朝爆發了鄭成功長子鄭經、五弟鄭襲的爭位內鬨，臺灣的大臣黃昭、蕭拱宸等，以鄭經曾因私納弟弟之乳母為妾一案，得罪鄭成功，不可繼位。立鄭襲为延平監國，代理招讨大将军。
當時駐守於廈門的鄭經，得到福建沿海的鄭家將領普遍的承認，直取臺灣。馮錫範被鄭經任命為隨身侍衛，相當受到鄭經信任。鄭經的部隊進入台灣之後，與支持鄭襲的黃昭在大員赤崁（今臺南）海岸開戰，黃昭戰死。從此之後，原本支持鄭襲的將領都紛紛向鄭經投降。鄭經有陳永華（民間傳說「天地會總舵主陳近南」之史實原型人物）等人的輔助，入主臺灣，優撫人心，史稱鄭經克臺，鄭襲被軟禁於廈門。
1679年（永曆三十三年），鄭經立子鄭克臧為監國，處理政務。鄭克臧為人剛毅果決，頗有鄭成功的風範。加上他是陳永華的女婿，所裁決的事務受到陳永華教導，因此執法一秉至公，即便是鄭氏宗室也不例外，因此鄭氏宗室和馮錫範都很討厭他。
1680年（永曆三十四年），鄭經去世後，馮錫範、鄭聰、劉國軒等人發動東寧之變，罷黜監國鄭克臧，並將其絞死。以董太妃令，立鄭經次子鄭克塽为延平王。鄭克塽即位后，封冯锡范为忠诚伯。
1683年（永曆三十七年），東寧軍隊被大清國水師提督施琅打敗，馮錫範領著克塽內渡，降清，受封“汉军伯”，隶属正白旗。

## 文学作品
馮錫範也是金庸武俠小說《鹿鼎記》的人物之一，武功高强，水平跟陈近南，胡逸之相当，因其武功招数专门刺人死穴，一剑毙命，故有「一劍無血」之稱，拳掌功夫也了得，红砂掌打中敌方后会敌方露出血红的手印，韋小寶曾戲稱馮錫範為「半劍有血」
。原是郑成功的侍卫队长，並且是鄭克塽的師父，後來勸鄭克塽降清。最後在韋小寶監斬茅十八時被當成替身斬首。